# Гуйган
Гуйга́н (кит. упр. 贵港, пиньинь Guìgǎng; чжуанск. Gveigangj) — городской округ в Гуанси-Чжуанском автономном районе КНР.

## История
Во времена империи Тан в 612 году была создана Наньиньская область (南尹州). В 633 году была создана Сюньчжоуская область (浔州), власти которой разместились в уезде Гуйпин. В 635 году Наньиньская область была переименована в Гуйчжоускую область (贵州). После монгольского завоевания и образования империи Юань Сюньчжоуская область была преобразована в Сюньчжоуский регион (浔州路). После свержения власти монголов и образования империи Мин «регионы» были переименованы в «управы» — так уезд Гуйпин стал местом пребывания властей Сюньчжоуской управы (浔州府); Гуйчжоуская область была в 1369 году понижена в статусе, став уездом Гуйсянь (贵县) Сюньчжоуской управы. После Синьхайской революции в Китае была проведена реформа структуры административного деления, в ходе которой управы были упразднены, поэтому в 1913 году Сюньчжоуская управа была расформирована.
После вхождения этих мест в состав КНР в конце 1949 года уезды Гуйсянь и Гуйпин вошли в состав Специального района Юйлинь (郁林专区), а уезд Пиннань — в состав Специального района Учжоу (梧州专区). В 1951 году Специальный район Юйлинь и Специальный район Учжоу были объединены в Специальный район Жунсянь (容县专区) провинции Гуанси; уезд Гуйсянь перешёл в состав сначала Специального района Наньнин (南宁专区), а через месяц — в состав Специального района Биньян (宾阳专区). В 1952 году уезд Гуйсянь также вошёл в состав Специального района Жунсянь.
В 1958 году провинция Гуанси была преобразована в Гуанси-Чжуанский автономный район. Специальный район Жунсянь был расформирован, и был создан Специальный район Юйлинь (玉林专区), состоящий из 8 уездов. В 1971 году Специальный район Юйлинь был переименован в Округ Юйлинь (玉林地区).
В 1988 году уезд Гуйсянь был преобразован в городской уезд Гуйган.
Постановлением Госсовета КНР от 18 мая 1994 года уезд Гуйпин был преобразован в городской уезд.
Постановлением Госсовета КНР от 27 октября 1995 года городские уезды Гуйган и Гуйпин, а также уезд Пиннань были выделены из округа Юйлинь в отдельный городской округ Гуйган; городской уезд Гуйган был при этом расформирован, а на его землях были образованы районы городского подчинения Ганбэй и Ганнань, и административный район Циньтан.

## Административно-территориальное деление
Городской округ Гуйган делится на 3 района, 1 городской уезд, 1 уезд:
| Карта                                 | Карта    | Карта     | Карта        | Карта            | Карта         |
| ------------------------------------- | -------- | --------- | ------------ | ---------------- | ------------- |
| Ганбэй Ганнань Циньтан Пиннань Гуйпин |          |           |              |                  |               |
| Статус                                | Название | Иероглифы | Пиньинь      | Население (2010) | Площадь (км²) |
| Район                                 | Ганбэй   | 港北区    | Gǎngběi qū   |                  |               |
| Район                                 | Ганнань  | 港南区    | Gǎngnán qū   |                  |               |
| Район                                 | Циньтан  | 覃塘区    | Qíntáng qū   |                  |               |
| Городской уезд                        | Гуйпин   | 桂平市    | Guìpíng shì  |                  |               |
| Уезд                                  | Пиннань  | 平南县    | Píngnán xiàn |                  |               |

## Экономика

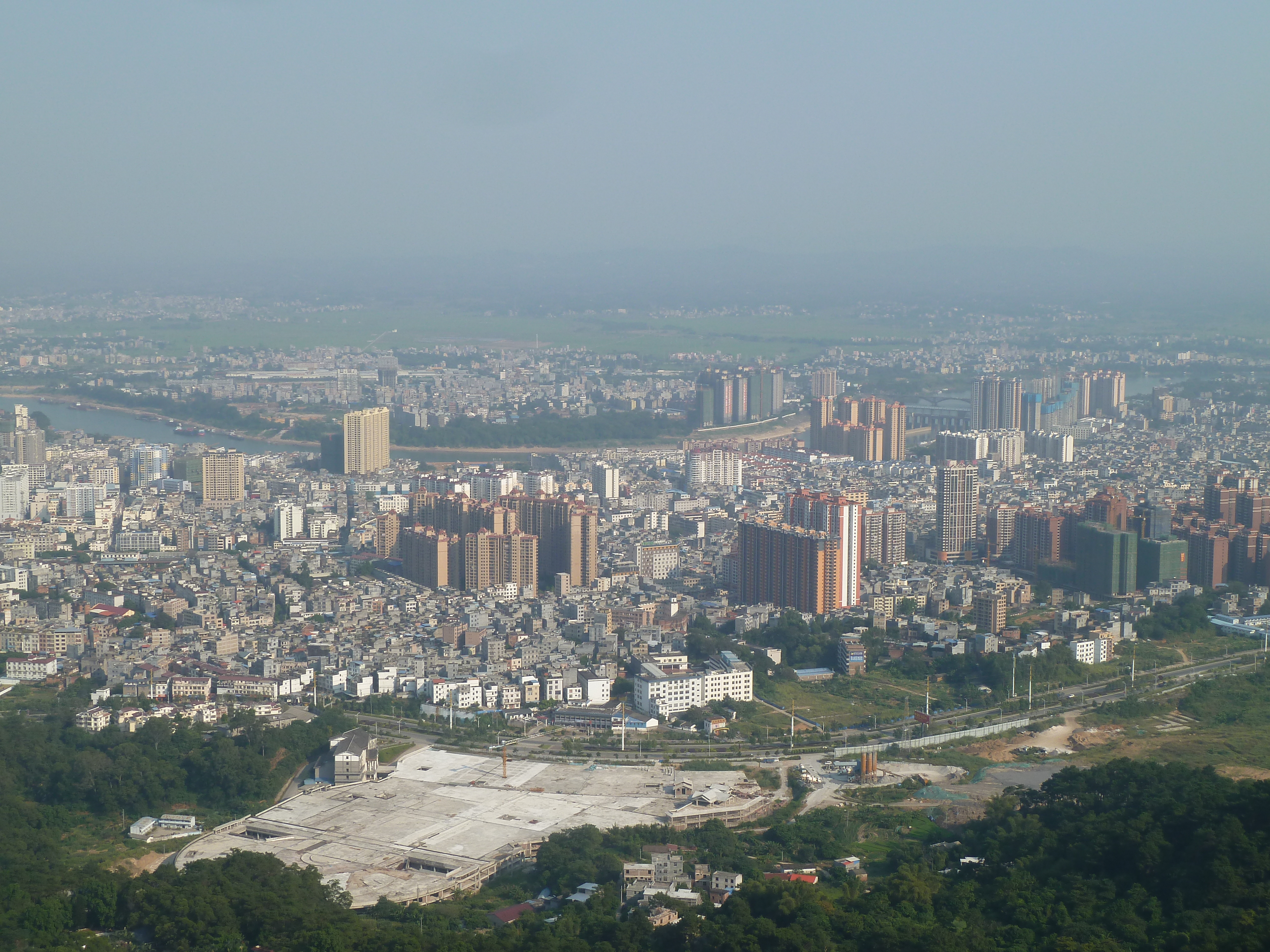
Панорама Гуйпина

Гуйган является центром речного судоходства и логистическим узлом для обширного сельскохозяйственного района. В Гуйгане развиты химическая, фармацевтическая, металлургическая, текстильная, кожевенная, пищевая и полиграфическая промышленность. В округе выращивают рис, кукурузу, сахарный тростник, лекарственные травы, овощи, чай, табак и корень лотоса, разводят свиней, уток и речных раков.
Поселок Цяосюй является крупнейшим в Китае центром обработки пуха и производства пуховых изделий (пуховые одеяла, подушки и куртки-пуховики). На Цяосюй приходится треть от общего объема обработки пуха в стране и почти 1/5 от общего объема в мире. В год здесь обрабатывается около 150 тыс. тонн перьев и пуха. В пуховой отрасли насчитывается около 150 обрабатывающих предприятий, на которых занято более чем 30 тыс. сотрудников.